# 689 زيتا
689 Zita هو كويكب، يقع ضمن حزام الكويكبات. اكتشف في 12 سبتمبر 1909. وقد اكتشفه يوهان بليسا.

## روابط خارجية
- 689 زيتا في قاعدة بيانات مختبر الدفع النفاث لأجرام النظام الشمسي الصغيرة

- الاكتشاف · مخطط المدار ·  العناصر المدارية · المعلمات المادية

- 689 زيتا على موقع ويكي سكاي: DSS2, SDSS, GALEX, IRAS, Hydrogen α, X-Ray, Astrophoto, Sky Map, Articles and images